# Svarttjärnen (Siljansnäs socken, Dalarna)
Svarttjärnen är en sjö i Leksands kommun i Dalarna och ingår i Dalälvens huvudavrinningsområde.